# Gare Saint-Lazare
Gare Saint-Lazare (pol. Dworzec Świętego Łazarza), także Paris-Saint-Lazare – jeden z sześciu głównych dworców czołowych Paryża. Korzysta z niego około 85 milionów pasażerów rocznie, głównie w ruchu podmiejskim.

## Historia
Historia dworca Saint-Lazare rozpoczyna się wraz z otwarciem linii kolejowej Paryż – Saint-Germain-en-Laye w 1837 r. Zbudowano wtedy prowizoryczny drewniany dworzec (Embarcadère de l’Ouest), w miejscu dawnego Parku Tivoli.
W 1841 zbudowano drugi tymczasowy dworzec, według projektu architekta Alfreda Armanda. Budynek zbudowano na ulicy Sztokholmskiej (Rue de Stockholm) tuż przed placem Europy (Place de l’Europe), w poprzek peronów. Dwa pomosty prowadziły z budynku na perony.

Intencją braci Pereire, promotorów tej linii kolejowej, było jej przedłużenie w kierunku centrum Paryża aż do ulicy Tronchet, prowadzącej do kościoła Magdaleny. Plany te zostały jednak ostatecznie zarzucone w 1841 z powodu sprzeciwu zainteresowanych właścicieli gruntów oraz władz miejskich.
Inżynier Eugène Flachat wybudował nowy dworzec w miejscu obecnego według projektu Alfreda Armanda. Prace trwały w latach 1842–1853.
W roku 1867 dworzec był już najbardziej uczęszczanym w Paryżu, w 25 mln pasażerów w ciągu roku. Z tego powodu rozbudowano go znacznie, tak że właściwie można mówić o konstrukcji czwartego z kolei budynku. Rozbudowany dworzec miał swoją inaugurację 2 czerwca z okazji wystawy światowej. Otwarcia dokonał Napoleon III, cesarz Francuzów w towarzystwie Franciszka Józefa I, cesarza Austrii i Aleksandra II, cara Rosji.
W latach 1885–1889 architekt Juste Lisch prowadził prace przy kolejnej rozbudowie dworca na zlecenie Kompanii Kolei Zachodnich (Compagnie des chemins de fer de l’Ouest). Po ukończeniu prac dworzec przyjął obecny kształt. W tamtych czasach zbudowano również naprzeciw dworca hotel Terminus, połączony z nim zadaszonym przejściem.
W roku 1972 linia A kolei RER została przekazana w gestię RATP, co wiązał się z przetrasowaniem jej na nowy dworzec Gare Auber. W ten sposób z dworca Saint-Lazare przestały odjeżdżać pociągi linii, dla której wybudowano go 135 lat wcześniej.
Francuska kolej państwowa SNCF uruchomiła plan renowacji dworca Demain Saint-Lazare (pl. Jutro Saint-Lazare) w ramach programu Gares en mouvement (pl. Dworce w ruchu). Prace potrwają do roku 2010.

## Infrastruktura
Dworzec posiada 27 torów przy krawędziach peronowych.

## Obsługiwane relacje
- SNCF Corail:
  - Vernon – Rouen – Hawr /- Dieppe
  - Évreux – Lisieux – Trouville-Deauville /- Caen – Cherbourg
- SNCF TER:
  - Rouen
  - Lisieux

## Połączenia z siecią komunikacji miejskiej
- 5 linii metra
- kilkanaście linii autobusowych

## Dworzec Saint-Lazare w sztuce
Dworzec Saint-Lazare był często tematem obrazów impresjonistów. Monet poświęcił mu cykl aż 12 obrazów zrealizowany w 1877 roku (jednym z nich jest Dworzec Saint-Lazare). Temat ten podejmowali również Edouard Manet i Gustave Caillebotte. Dworzec pojawia się również na fotografii wykonanej przez Henri Cartier-Bressona Za dworcem św. Łazarza – jednym z najsłynniejszych zdjęć w historii fotografii.